# Mumford & Sons
Mumford & Sons jsou anglická folk-rocková kapela. Její členové jsou Marcus Mumford (zpěv, kytara, bubny, mandolína), Ben Lovett (zpěv, klávesy, akordeon, bubny), Winston Marshall (zpěv, banjo, dobro) a Ted Dwane (zpěv, basa, bubny, kytara). Skupina vznikla v říjnu 2007 z takzvané folkové scény západního Londýna, jejíž součástí byli další umělci jako Laura Marling, Johnny Flynn a Noah and the Whale. Mumford & Sons nahráli EP Love Your Ground a koncertovali po Velké Británii, aby tak přiblížili publiku svoji hudbu a získali podporu pro nahrávku plného alba. To vydali v říjnu 2009 pod názvem Sigh No More a dosáhli s ním na druhé místo britského i amerického žebříčku.
Skupina v roce 2010 výrazně získala na popularitě, začala vystupovat na větších koncertech a také se začala objevovat v americké televizi. 1. prosince 2010 získala skupina dvě nominace na cenu Grammy, v kategoriích Nejlepší nový umělec a Nejlepší rocková skladba ("Little Lion Man"). Vyhrála australskou hudební cenu ARIA pro nejpopulárnějšího zahraničního umělce v roce 2010 a také cenu BRITs v roce 2011 pro nejlepší britské album.
V září 2013 ohlásila skupina pauzu na nejbližší dobu. V roce 2014 pracovala skupina na nových písních, a v březnu 2015 ohlásila vydání třetího alba Wilder Mind na 4. května 2015.

## Historie

### Začátky: 2007–2008
Mumford & Sons založili v říjnu 2007 Marcus Mumford, Ben Lovett, Winston Marshall a Ted Dwane. Členové skupiny jsou multi-instrumentalisté a střídají se v hraní na kytaru, bubny, klávesové nástroje, baskytaru, a také na tradiční folkové nástroje jako je banjo, mandolína a dobro. Jméno skupiny bylo zvoleno s ohledem na to, že v době vzniku byl Marcus Mumford nejvíce viditelným členem a organizoval kapelu a její vystoupení. Podle Bena Lovetta má jméno vyvolávat dojem jména starodávného rodinného podniku. Ve stejné době se v západním Londýně začalo prosazovat více podobných kapel a vznikl tak název "West London folk scene", tedy folková scéna západního Londýna. Podle Marcuse Mumforda je takové označení přehnané - Mumford & Sons a další folkoví umělci prostě v té době náhodou vystupovali ve stejné oblasti. V rozhovoru pro deník Herald Sun k tomu řekl: "Ani to není folk. No, něco z toho je, ale rozhodně to není scéna. Někoho nadchla myšlenka pár skupin žijících v dosahu sta mil a snaží se tu myšlenku prodat. Je to komunita, není to scéna, a není exkluzivní. Styl kapely je srovnáván s umělci jako Noah and the Whale, Johnny Flynn a Laura Marling (té dělal Marcus Mumford bubeníka).
Na začátku roku 2008 začala skupina pracovat s manažerem Adamem Tudhopem, který zastupuje i skupinu Keane a Lauru Marling. Díky jeho konexím pak skupinu začal sledovat Louis Bloom z nahrávací společnosti Island Records. Podle Blooma byla tehdy skupinu ještě v zárodku: "Ještě to nebylo ono, prostě jen pár přátel, a potřebovali čas na rozvoj. Dalších šest měsíců jsem chodil na jejich vystoupení a na každém z nich získávali další a další fanoušky."
V únoru 2008 dokončili Mumford & Sons rozsáhlé turné po Velké Británii společně s Alessi's Ark, Sons of Noel and Adrian, Peggy Sue, Petem Roe, The Cutaway a dalšími. V červnu skupina poprvé vystoupila na známém festivalu Glastonbury. Marcus Mumford byl také na turné po Austrálii s Laurou Marling, jejíž plachost a neochota k interakci s publikem dala vyniknout právě Marcusovi. To dalo základ jeho přístupu k publiku Mumford & Sons, se kterým se snaží často komunikovat a vytvořit příjemnou a nenucenou atmosféru.
Prvním projektem skupiny bylo EP nazvané Love Your Ground, jehož dokončení trvalo rok a vydáno bylo v listopadu 2008 pod Chess Club Records.

### Sigh No More: 2009–2010
Během let 2008 a 2009 hráli Mumford & Sons na malých a středních koncertech po Velké Británii a USA skladby z Love Your Ground a také nové písně, ze kterých následně vzniklo album Sigh No More. Skupina ho nahrála s producentem Markusem Dravsem, který spolupracoval už například s Arcade Fire. V té době ještě ani neměli členové kapely vlastní nástroje a Dravs je nejprve odmítl, když přišli do studia s prázdnýma rukama. Jediná skladba z Love Your Ground, která se objevila i na novém albu, byl Little Lion Man. Skupina si album financovala sama, aby se tak vyhnula uměleckým i technickým kompromisůn, které někdy provází nahrávání alb financovaných hudebními společnostmi. V roce 2009 se Mumford & Sons vydali na turné s Laurou Marling a také se podíleli na jejím albu I Speak Because I Can z roku 2010.
V srpnu 2009 podepsala skupina smlouvu s Island Records ve Velké Británii, Dew Process v Austrálii a Novém Zélandu, Glassnote Records v Severní Americe a V2 Records pro zbytek světa. Šéf Dew Process Paul Piticco podepsal se skupinou smlouvu poté, co byl na jejich koncertě v USA, kde se mu zalíbil jejich "upřímný přístup" a unikátní styl. Jejich prvotní album bylo vydáno 5. října 2009, se skladbou Little Lion Man jako singlem.
17. února 2010, ve svém prvním vystoupení v americké televizi, hráli Mumford & Sons (mírně cenzurovaný) singl Little Lion Man na CBS v Noční show Davida Lettermana. Následovalo ještě vystoupení 26. února v The Late Late Show with Craig Ferguson s písní The Cave.
Mumford & Sons zaznamenali velký úspěch také v Austrálii a na Novém Zélandu a v listopadu 2010 vyhráli ocenění ARIA pro nejpopulárnějšího zahraničního umělce. Skupina se také objevila na albu Raye Daviese, kde spolu nahráli skladbu Days/This Time Tomorrow.
V prosinci 2010 byla skupina nominována na cenu Grammy pro nejlepšího nového umělce a nejlepší rockovou skladbu (Little Lion Man), a na ceremoniálu vystoupili s písní The Cave. I přesto, že nominaci neproměnili, jim jejich vystoupení zvýšilo zájem médií i posluchačů - prodeje alba se v USA zvedly po cenách Grammy o 99%. V únoru 2011 vyhráli cenu BRIT pro album roku a na ceremoniálu zahráli píseň Timshel I zde došlo k posílení prodejů alba, konkrétně o 266% ve Velké Británii.
V březnu 2011 se už prodalo přes milion kopií alba ve Velké Británii a Spojených státech.

### Babel: 2011 - 2013
Během svých turné na začátku roku 2011 začali členové Mumford & Sons pracovat na nových skladbách pro druhé album. Bel Lovett uvedl, že kreativní atmosféra Nashvillu v Tennessee skupině s psaním písní pomohla. V březnu 2011 bylo ohlášeno červnové vystoupení kapely na festivalu Glastonbury, oproti roku 2010 tentokrát už na větším pódiu "The Other Stage". V dubnu natočila stanice VH1 s kapelou ojedinělé vystoupení "Mumford & Sons: Unplugged". 11. června 2011 skupina vystoupila na americkém festivalu Bonnaroo.
24. června 2011 během vystoupení na Glastonbury potvrdila skupina nahrávání nového alba, které mělo být dokončeno na konci roku 2011, a několik písní z tohoto alba také zahráli. 2. listopadu 2011 zahrála skupina novou skladbu nazvanou "Ghosts That We Knew" v americké rádiové stanici Radio 104.5. V červenci 2012 pak skupina oficiálně oznámila, že nové album jménem Babel vyjde 24. září 2012. Album se po svém uvedení umístilo na prvním místě hitparády UK Albums Chart a americké Billboard 200. V Británii se stalo nejrychleji prodávaným albem roku 2012 se 150 tisíci prodanými kopiemi, v USA se mu také dařilo se 600 tisíci prodejů a oceněním nejlépe prodávané novinky.
V prosinci 2012 řekl Winston Marshall v rozhovoru pro hudební časopis NME, že skupina začala psát a zkoušet materiál na nové album. Marcus Mumford k tomu uvedl, že kapela možná zkusí experimentovat s elektrickými kytarami (které byly použity už v písních alba Babel) a syntezátory.
V červnu 2013 zrušila kapela zbytek svého amerického turné poté, co Ted Dwane prodělal operaci hlavy pro odstranění krevní sraženiny na povrchu mozku. Operace proběhla v pořádku a Dwane by se měl bez problémů zotavit.. Už 30. června pak skupina uzavírala svým vystoupením anglický festival Glastonbury.

### Pauza: 2013 - 2014
Po skončení turné k albu Babel kapela 20. září 2013 oznámila, že si dává na nejbližší dobu pauzu. Členové kapely to zdůvodňují celkovou únavou z nepřetržitých koncertů a s tím spojeným nedostatkem času na další aktivity. Ben Lovett k tomu řekl:

"Prostě si jen chceme odpočinout. V celém tom procesu jsem v podstatě neměli čas být s jinými lidmi a žít život mimo kapelu. Myslím, že aktuální plán je v tuto chvíli dělat toho co nejmíň - hlavně co se týká Mumford & Sons."

V říjnu pak kapela poslala svým fanouškům tuto emailovou zprávu:

"Kámoši potřebují být kámoši, a kámoši potřebují napsat nějaké nové písně. [...] Děkujeme vám všem za to, že díky vám máme práci, a uvidíme se za rohem, nebude to dlouho trvat."

Na konci roku 2013 prohlásil Ted Dwane v rozhovoru pro rozhlasovou stanici XFM, že se kapela plánuje sejít na začátku roku 2014 a začít psát nové písně. V únoru pak Marcus Mumford stejné stanici řekl, že si užívá, když se ho lidé pořád ptají, zda se jako skupina rozpadli, protože on může říkat, že ano, a pak přijít s velkým comeback turné příští rok. V červenci 2014 pak kapela začala natáčet ve studiu v Londýně první nahrávky na nové album, které je předběžně plánováno na začátek roku 2015.

### Wilder Mind:2015
2. března 2015 bylo oficiálně oznámeno, že nové album se jmenuje Wilder Mind a bude vydáno 4. května 2015. Kapela na svém Facebook profilu zveřejnila krátkou video upoutávku, ze které je zřejmé, že se zvuk kapely oproti předchozím albům výrazně změnil a bude více postavený na elektrických nástrojích.  Marcus Mumford k tomu řekl:

"Cítili jsme, že dělat znovu tu samou věc, použít ty samé nástroje, už není pro nás. Máme daleko širší hudební vkus."

Ted Dwayne doplnil:

"Nikdo z nás nechtěl dělat prostě jen Babel 2. Od začátku bylo jasné, že album bude jiné."

První singl z tohoto alba nazvaný Believe byl vydán 9. března a druhý singl Wolf 9. dubna. 

### Odchod Winstona Marshalla
V červnu 2021 oznámil odchod z kapely Winston Marshall. Důvodem byla chvála amerického kontroverzního konzervativního novináře Andyho Ngo. Marshall novináře označil ve svém příspěvku na sociální síti Twitter za statečného pro publikaci knihy, která obsahuje tvrzení, že krajní levice má radikální plány k zničení demokracie. Po tomto příspěvku se snesla na Marshalla vlna kritiky. Marshall uvedl, že nechce své kolegy vystavovat tlaku a tak se navzdory jejich nabídce v kapele zůstat, rozhodl Mumford & Sons opustit. Kapela po oznámení sdílela příspěvek, ve kterém ostatní členové kapely Marshallovi přejí vše nejlepší do budoucna a vzkazují, že ho milují. Marshall ve formě článku publikoval své vyjádření k celé kauze. V něm odmítá, že by byl stoupencem krajní pravice a velebí zbytek kapely. Také uvádí, že se na léta v kapele bude vždy dívat s nesmírnou pýchou.

## Hudební styl a inspirace
Mumford & Sons jsou známí svými energickými koncerty, na kterých často mění hrané skladby a také kdo hraje na jaké nástroje. Členové kapely v rozhovorech uvádí, že se snaží o osobní spojení s publikem a "downsizing". V rozhovoru s Markem Hoppusem také uvedli, že v roce 2010 odehráli zhruba 300 vystoupení. Při koncertech skupinu doprovází na housle Ross Holmes.
Kapela většinou nevyužívá klasickou bicí soupravu a místo ní používá jeden basový buben a tamburínu, které s pomocí pedálů ovládá během zpěvu a hraní na další nástroj Marcus Mumford. Hudba má pak díky tomu v rytmických pasážích velice čitelný a výrazný puls. Marcus Mumford k tomu řekl:

"Když jsme začali hrát jako Mumford and Sons, shodli jsme se, že bicí nepotřebujeme. Absence bubeníka se nejvíc projevuje na tom, jak stavíme písničky, občas mohou být trochu na jedno brdo. Ale vystačíme si s tím, že perkusivně využíváme kytary a klávesy. Dokonce i kontrabas je v naší hudbě mnohem rytmičtější než baskytara."

Ačkoli je skupina často řazena do stylu bluegrass, Marcus Mumford to spíše odmítá:

"S tím, co děláme, moc nesouvisí. Hrajeme rokenrol. Nenechte se zmást tím, na jaké nástroje. Co do stavby písní a stylu máme blíž k rokenrolu než k bluegrassu. Ale spojnice se najdou."

Mnoho z textů jejich písní je silně ovlivněno literaturou. "Sigh No More", název alba a skladby, je inspirován Shakespearovou hrou Mnoho povyku pro nic, stejně jako verše Serve God love me and mend a One foot in sea and one on shore. Pro skladbu "Roll Away Your Stone" byl inspirací Macbeth. Marcus Mumford k tomu řekl: "Shakespeara můžete vykrádat jak chcete, žádný právník vás kvůli tomu před soud nepožene." Skladba "The Cave" pak ještě odkazuje na Homérovu Oddyseu. Ohledně svých křesťanských kořenů řekl Mumford toto:

"Tohle slovo nepoužívám. Nanejvýš bych řekl zbožnost. Copak ale celé lidstvo není zbožné? Od středověku až do nějakých sedmdesátých let minulého století byla zbožná i všechna hudba. Pak se to trochu zaseklo a teď se to vrací. To je přirozené. Ale co je v našich písních, si každý musí vyložit sám. To bych tomu dal, kdybych je začal vysvětlovat. Úplně by ztratily kouzlo. Ostatně ne všechny jsem je psal sám. A taky se nepovažuju za křesťana."

Písně "Timshel" a "Dust Bowl Dance" byly silně inspirovány romány Johna Steinbecka O myších a lidech, Na východ od ráje a Hrozny hněvu. Marcus Mumford v interview přirovnává turné ke Steinbeckovu popisu dobrodružství: "Steinbeck mluvil o tom, že cesta je věc sama o sobě a že se ji nemůžete snažit předvídat nebo přehnaně plánovat, protože pak z ní vyprchá všechen život. To je přesně druh turné, který mám rád. I když máme hrubý plán - do kterého města pojedeme a že tam budeme hrát - může se stát v podstatě cokoliv." Marcus také ve svém volném čase spravuje online knižní klub na oficiální webové stránce skupiny.

## Diskografie
- Sigh No More (2009)
- Babel (2012)
- Wilder Mind (2015)
- Delta (2018)
- Rushmere (2025)